# Jornalismo internacional
Chama-se Jornalismo Internacional a especialização da profissão jornalística nos eventos estrangeiros ao país onde está sediado o veículo de imprensa em que o jornalista trabalha. Por isso, a definição é relativa por natureza: o que é assunto "doméstico" num determinado país será "internacional" em todos os demais. Este fato faz com que o Jornalismo Internacional seja provavelmente a área do Jornalismo com maior abrangência de temas entre todas, já que deve dar conta de política, economia, cultura, acidentes, natureza e todos os assuntos que aconteçam fora de seu país de origem.
O jornalismo como atividade profissional já teria nascido internacional em seus primórdios, pois os veículos de imprensa  pioneiros - criados no contexto da ascensão da burguesia na Europa nos séculos XVII e XVIII - foram criados principalmente para informar leitores locais (em grande parte, comerciantes e banqueiros) sobre fatos acontecidos no exterior.
A partir do século XIX, com jornais já consolidados na Europa, nos Estados Unidos e em determinados países - como o Brasil -, e com as inovações nas telecomunicações, como o telégrafo, as notícias do estrangeiro ganharam novo impulso. Começaram a ser formadas as primeiras agências de notícias, inicialmente como associações entre jornais para cobrir eventos de grande relevância, como guerras e revoluções. Os primeiros conflitos a receber ampla cobertura jornalísticas foram a Guerra da Crimeia e a Guerra Civil Americana.

## Agências de notícias
Ver tópico específico Agência de notícias.

## Correspondentes e enviados
Há dois tipos de reportagem que podem ser feitas no exterior: o trabalho de correspondência estrangeira (ou correspondência internacional) e o do enviado especial ao exterior. Embora haja semelhanças entre ambos, as diferenças se dão no quotidiano do trabalho e da produção de material para seus respectivos veículos de imprensa.
O correspondente é um repórter baseado fixamente numa cidade estrangeira - muitas vezes a capital de um país -, cobrindo uma região, um país ou às vezes até um continente inteiro. Ele deve enviar matérias regularmente para a redação da sede de seu veículo. Para isso, ele acompanha toda a imprensa local, mantém contatos frequentes com jornalistas e colegas correspondentes e identifica fontes estratégicas - como entidades, governos, diplomatas, militares e outras que possam fornecer informações importantes. Na maior parte das vezes, o correspondente é auto-pautado - ou seja, ele mesmo define sobre o que irá escrever, o que irá apurar, que assuntos vai selecionar. O correspondente deve ter conhecimento profundo da realidade local e um talento discricionário elevadíssimo para identificar os fatos mais relevantes no país onde trabalha e ao mesmo tempo interessantes para seu país de origem.
Já o enviado especial é um repórter expatriado com um tema previamente definido para cobrir ou investigar (uma guerra, uma crise, uma epidemia etc.). Diferente do correspondente, o enviado especial pode produzir uma única matéria, se for o caso, ou uma série, sem necessidade de envio regular de produção. Normalmente, o enviado especial é selecionado entre os profissionais da redação por ter maiores conhecimentos sobre o tema ou o lugar dos fatos. Muitas vezes, o enviado passa poucos dias no local e retorna à sede logo em seguida.
Quando jornalistas trabalham no exterior sem vínculos fixos com veículos de imprensa ou em regime de prestação de serviço, são chamados de stringers. Estes são mais comuns em locais onde a mídia não acha tão interessante ou compensatório manter um correspondente fixo, como em países do Terceiro Mundo. Stringers geralmente produzem matérias para várias empresas diferentes ao mesmo tempo.

## Correspondência de guerra

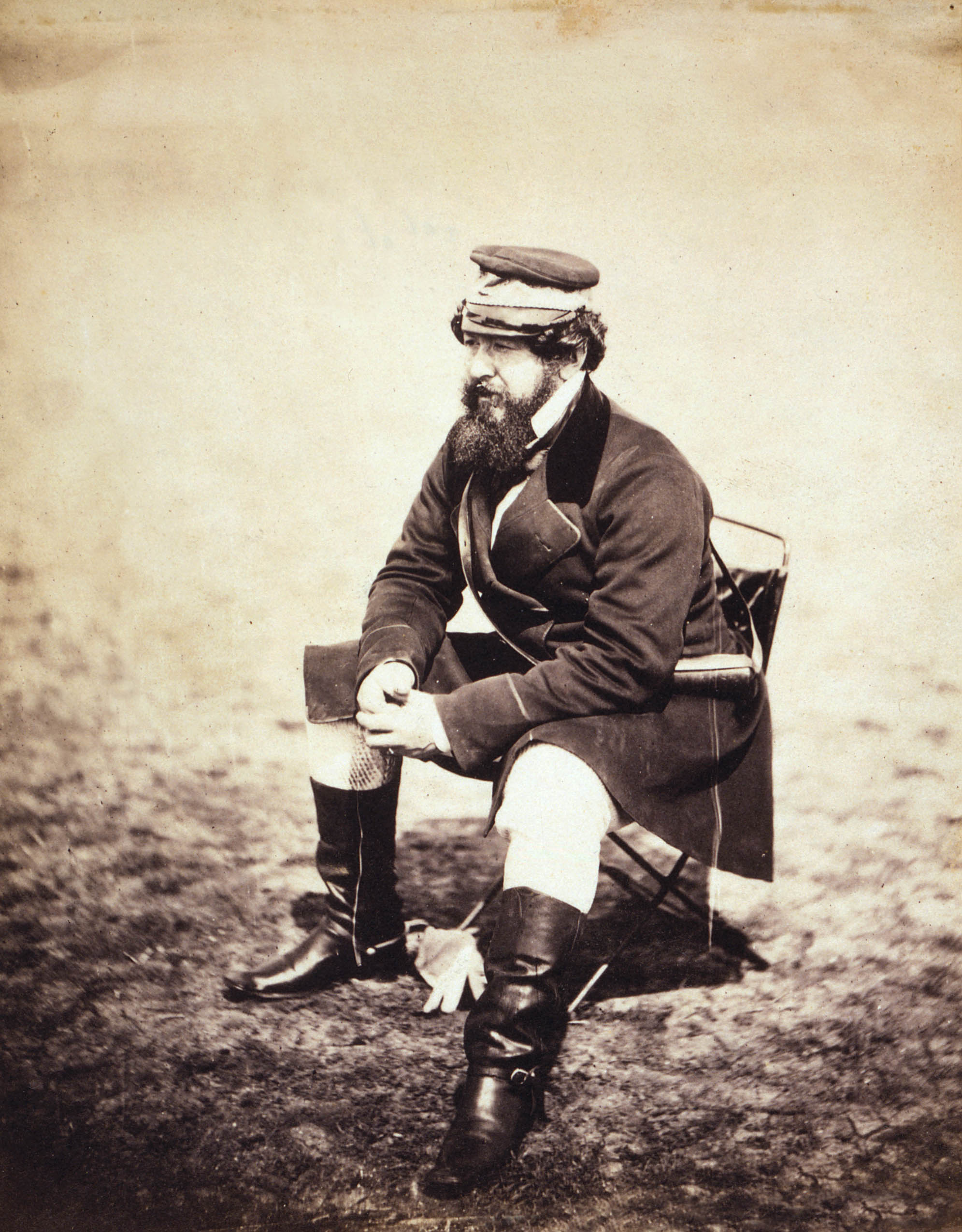
W.H. Russell, primeiro correspondente, durante a Guerra da Criméia

O trabalho de correspondente de Guerra propriamente dito surgiu na segunda metade do século XIX, com o envio de repórteres europeus e norte-americanos para conflitos como a Guerra da Crimeia, Guerra do México, Guerra do Ópio, Guerra Civil Americana, Guerra do Paraguai e Guerra Hispano-Americana. Segundo registros, o primeiro correspondente de guerra da História da Imprensa foi o irlandês William Howard Russell.
Entretanto, antes mesmo já havia os chamados "cronistas de guerra", que produziam relatos sobre os conflitos - sem que houvesse, na época, técnicas de produção jornalística. O general romano Júlio César, por exemplo, escreveu crônicas de guerra em seu diário De Bello Galico. A diferença para os correspondentes modernos é que estes são enviados especificamente para cobrir conflitos para um veículo determinado (jornal, TV, rádio, revista etc.).
O correspondente de guerra pode ficar baseado numa cidade perto da zona de conflito (por haver mais infraestrutura e acesso a comunicação com a redação da sede) ou ir direto para o front de combate, se as condições e os militares permitirem. Tecnologias de comunicação recentes, como a Internet, permitiram maior mobilidade ao correspondente de guerra, já que ele agora pode enviar textos, sons e imagens de praticamente qualquer ponto do mapa, incluindo o campo de batalha. O trabalho é de altíssimo risco, mas cada informação obtida tem valor igualmente alto. Correspondentes de guerra estão entre as maiores vítimas de casualidades (mortes por assassinatos ou acidentes) entre jornalistas.
A origem do jornalismo de guerra pode remontar à Guerra da Crimeia, primeiro conflito coberto por agências de notícias (Havas e Reuters) e por um correspondente. Depois, com a invenção do cinematógrafo, o público pôde testemunhar pela primeira vez a Guerra Hispano-Americana em Cuba e nas Filipinas (1898-1899). Foi nessa guerra que ficou constatada a grande influência que os meios de comunicação podiam ter sobre a opinião pública. Um exemplo conhecido que reflete este facto tem como protagonista William Randolph Hearst: este magnata da imprensa dos Estados Unidos teria dado a ordem a um de seus correspondentes que se encontravam em Havana de que, houvesse ou não houvesse conflito, mandasse fotografias que ele mesmo providenciaria a guerra.
Houve muitos exemplos deste estilo de então até agora, pois os meios de comunicação contam com poder suficiente para dar a cara ao que mais convém (tanto em nível político como econômico) de uma guerra. É o caso da famosa fotografia da menina correndo  durante a Guerra do Vietnã, dando assim a má imagem que se queria dar das tropas estadunidenses. Atualmente, os jornalistas tem pouca segurança para retratar conflitos, sendo que segundo o manual de guerra de junho de 2015 do governo dos Estados Unidos defende que alguns jornalistas poderiam ser rotulados como terroristas e passam a ser um alvo legítimo de operações militares.

## Jornalismo internacional no Brasil
No Brasil, alguns dos maiores expoentes profissionais em jornalismo internacional são os repórteres e redatores Newton Carlos, Argemiro Ferreira, Clóvis Rossi, Diogo Schelp, William Waack, Hermano Henning e José Hamilton Ribeiro. Entre os já falecidos, houve Antônio Callado, Paulo Francis, Araújo Neto, Joel Silveira e Geneton Moraes Neto.
As editorias de internacional dos principais jornais diários brasileiros são chamadas de "Internacional" no JB, "Internacional" no Correio do Povo, "Mundo" na Folha de S.Paulo, "Internacional" em O Estado de S.Paulo, "O Mundo" em O Globo, "Mundo" em O Dia, "Mundo" no Zero Hora, "Internacional" no Estado de Minas, "Mundo" em A Tarde, "Mundo" no Diário de Pernambuco, "Mundo" no Correio Braziliense,"Internacional"no Diário do Nordeste "Mundo" na Gazeta do Povo,"Mundo" no O Povo e "Mundo" em O Popular.
Os únicos veículos brasileiros dedicados exclusivamente à cobertura internacional são a revista Cadernos do Terceiro Mundo (1974-2006) e o website Opera Mundi (fundado em 2008).
Na televisão, alguns programas de referência são o Sem Fronteiras e o Milênio, ambos do canal Globo News.

## Jornalismo internacional em Portugal
A Rádio e Televisão de Portugal mantém vários correspondentes no exterior, entre eles Luís Baila (Brasil), Daniela Santiago (Espanha), Rosário Salgueiro (França), Noé Monteiro (Suíça), Márcia Rodrigues (EUA) e Francisco Piedade (Timor-Leste). Entre os antigos correspondentes internacionais da RTP inclui-se o de  Evgueni Mouravitch, que foi correspondente da estação na Federação Russa)  até março de 2022.